# オール・ザット・ジャズ
『オール・ザット・ジャズ』（All That Jazz）は、1979年のアメリカ合衆国のミュージカル映画。ボブ・フォッシー監督の自伝的作品。出演はロイ・シャイダーとジェシカ・ラングなど。
晩年のボブ・フォッシーが死期が近いと宣告されて、執念をかけて完成させた作品。
1980年5月に開催された第33回カンヌ国際映画祭で最高賞「パルム・ドール」を受賞している。
スティーヴン・ジェイ・シュナイダーの『死ぬまでに観たい映画1001本』に掲載されている。

## ストーリー
ブロードウェイの演出家のジョー・ギデオンの生活は、ヴィヴァルディを聞きながらシャワーを浴び、目薬と飲み薬を服用し、「さぁショータイムだ！」と自分を鼓舞して始まる。
忙しく不規則な毎日がたたり、ジョーは倒れてしまう。薄れゆく意識の中で彼は自分の人生をミュージカルを見ているように思い返す。

## キャスト
| 役名                 | 俳優                       | 日本語吹替                                                              | 日本語吹替               | 日本語吹替 |
| 役名                 | 俳優                       | テレビ朝日版                                                            | LD版                     |            |
| -------------------- | -------------------------- | ----------------------------------------------------------------------- | ------------------------ | ---------- |
| ジョー・ギデオン     | ロイ・シャイダー           | 野沢那智                                                                | 羽佐間道夫               |            |
| アンジェリーク       | ジェシカ・ラング           | 武藤礼子                                                                | 宗形智子                 |            |
| ケイト・ジャガー     | アン・ラインキング         | 中島葵                                                                  | 田島令子                 |            |
| オードリー・パリス   | リランド・パーマー         | 此島愛子                                                                | 新橋耐子                 |            |
| デイビス・ニューマン | クリフ・ゴーマン           | 内海賢二                                                                | 青野武                   |            |
| オコナー・フロッド   | ベン・ヴェリーン           | 野島昭生                                                                | 内海賢二                 |            |
| ミシェル・ギデオン   | エリザベート・フォルディ   | 冨永みーな                                                              | 相生千恵子               |            |
| バリンジャー医師     | マイケル・トーラン         |                                                                         | 阪脩                     |            |
| ジョシュア・ペン     | マックス・ライト           | 塚田正昭                                                                |                          |            |
| ヘクト               | ウィリアム・レマセナ       | 小林修                                                                  | 宮川洋一                 |            |
| ビクトリア           | デボラ・ジェフナー         | 小山茉美                                                                | 吉田理保子               |            |
| ポール               | アンソニー・ホランド       | 宮内幸平                                                                | 永井一郎                 |            |
| テッド               | ロバート・ヒット           | 千田光男                                                                |                          |            |
| ラリー・ゴールディ   | デヴィッド・マーキュリーズ | 郷里大輔                                                                | 池田勝                   |            |
| ステイシー           | スーザン・ブルックス       |                                                                         | 小宮和枝                 |            |
| エディ               | アラン・ハイム             | 藤城裕士                                                                | 峰恵研                   |            |
| ルーカス             | ジョン・リスゴー           | 玄田哲章                                                                | 玄田哲章                 |            |
| ハイマン医師         | ロバート・レヴィン         | 藤城裕士                                                                | 峰恵研                   |            |
| マレー・ネイサン     | フィル・フリードマン       | 嶋俊介                                                                  |                          |            |
| ゲリー医師           | ベン・マスターズ           | 郷里大輔                                                                | 池田勝                   |            |
| その他               | N/A                        | 富山敬 及川ヒロオ 麻上洋子 藤夏子 芝田清子 屋良有作 長島亮子 安藤ありさ | 西村知道 塩屋翼 岡部政明 |            |
| 日本語版制作スタッフ |                            |                                                                         |                          |            |
| 演出                 | 演出                       | 山田悦司                                                                | 小林守夫                 |            |
| 翻訳                 | 翻訳                       | 宇津木道子                                                              | 岩本令                   |            |
| 調整                 | 調整                       | 山田太平                                                                |                          |            |
| 効果                 | 効果                       | PAG                                                                     |                          |            |
| 担当                 | 担当                       | 圓井一夫 福吉健                                                         |                          |            |
| 制作                 | 制作                       | 日米通信社                                                              | 東北新社                 |            |
| 解説                 | 解説                       | 淀川長治                                                                | N/A                      |            |
| 初回放送             | 初回放送                   | 1983年11月13日 『日曜洋画劇場』 正味約99分                              | N/A                      |            |

- 2019年1月9日発売のBlu-rayに上記2種の吹替が収録

## 製作
コロンビア・ピクチャーズは、主演にウォーレン・ビーティかそれ以上に評価の高い俳優を望んでいたが、ボブ・フォッシー監督はロイ・シャイダーの主演を懇願し実現させた。
また、当初ジョー・ギデオン役はリチャード・ドレイファスに選ばれていたが、リハーサルの段階で作品に自信が持てないという理由で降板した。後にリチャードはボブ・フォッシーとの仕事の機会を逃したことについて失敗したと語っている。また、同役にはジャック・レモンやポール・ニューマンの起用も予定されていたが、前者は監督にジョー役を演じるには年を取りすぎていると判断され、後者はダンサーを演じることに抵抗があったため脚本を読むこともなく辞退したという。

## ノベライゼーション
- オール・ザット・ジャズ H.B.ギルモア著 三木鮎郎訳 早川書房 1980.8